# Streit (Erlenbach am Main)

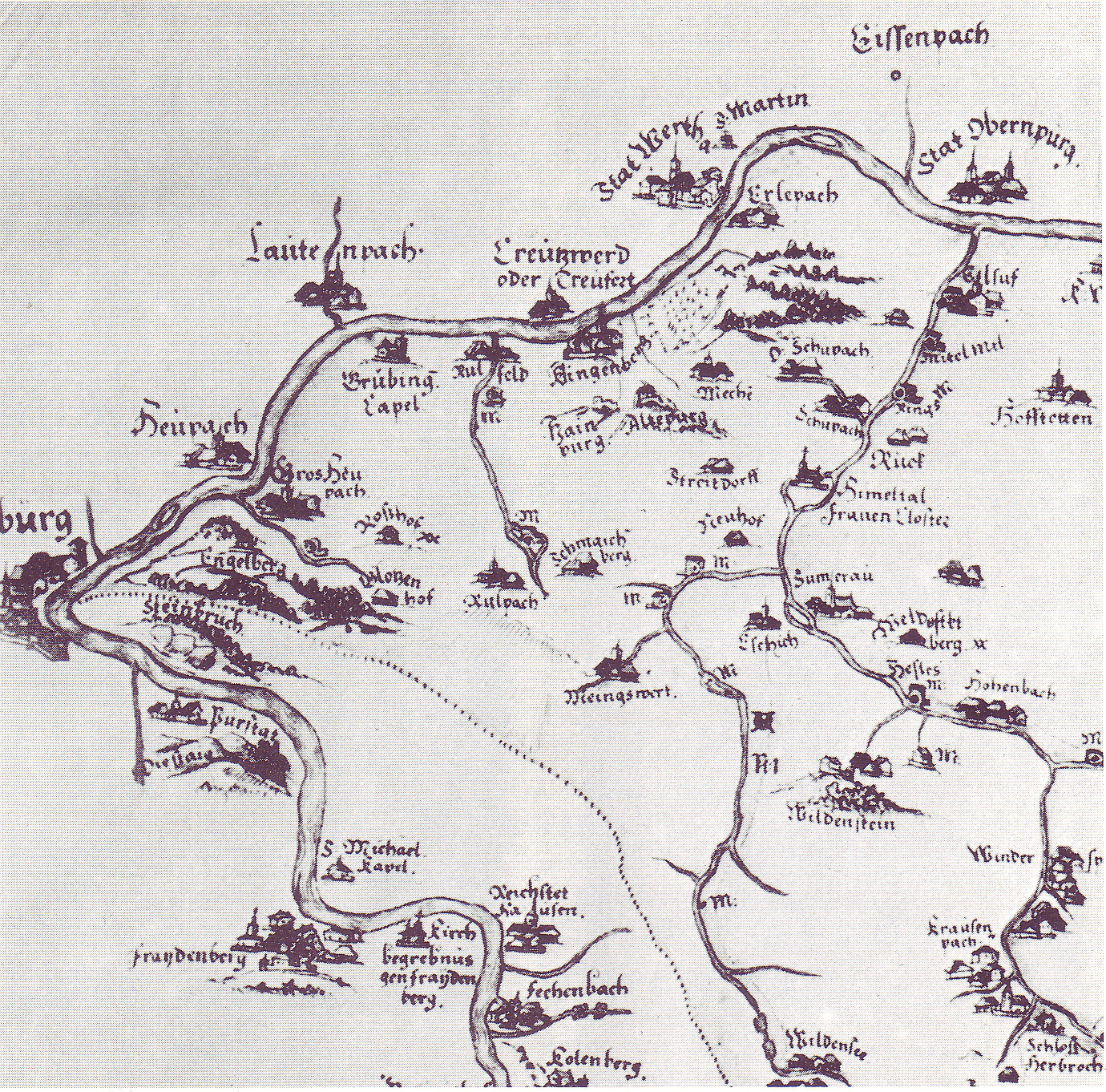
Streit („Streitdorff“) in der Spessartkarte von Paul Pfinzing von 1594 (Norden ist rechts)

Streit ist ein Gemeindeteil der Stadt Erlenbach am Main im unterfränkischen Landkreis Miltenberg in Bayern.

## Geographie
Das Kirchdorf Streit liegt im Spessart auf etwa 280 m ü. NHN an der Kreisstraße MIL 27 zwischen Erlenbach und Eschau. Durch Streit führt der Fränkische Marienweg.

### Nachbargemarkungen
Folgende Gemarkungen grenzen an das Ortsgebiet von Streit:
| Schippach | Rück                                        |           |
|           | Kompassrose, die auf Nachbargemeinden zeigt | Mönchberg |
|           | Mechenhard                                  |           |

## Geschichte
Im Jahr 1862 wurde das Bezirksamt Obernburg gebildet, auf dessen Verwaltungsgebiet Streit lag. Wie überall im Deutschen Reich wurde 1939 die Bezeichnung Landkreis eingeführt. Streit war nun eine der 35 Gemeinden im Landkreis Obernburg am Main (späteres Kfz-Kennzeichen OBB). Mit Auflösung des Landkreises Obernburg kam Streit 1972 in den neu gebildeten Landkreis Miltenberg (Kfz-Kennzeichen MIL). Das Kennzeichen OBB ist seit 2018 wieder möglich.
Am 1. Mai 1978 wurde die selbstständige Gemeinde Streit nach Erlenbach am Main eingemeindet.

## Kurioses
Um die Qualität ihrer Anbauflächen zu verbessern, fahren die Bauern ihren Mist auf die Felder; dort muss er dann verteilt, ausgebreitet werden. Die Streiter Bauern müssen dies besonders gut gemacht haben, denn die Nachbarorte gaben ihnen den Spitznamen – Ortsnecknamen „Mistbraater“.